# 潘先英
潘先英（1915年—2014年3月10日），琼海市阳江镇益良村委会下水寮村人，中国工农红军人物。
早年参加中国工农红军、红色娘子军，参加马鞍岭阻击战等。中华人民共和国成立后，出演《红色娘子军》。2014年3月10日去世。